# Penny Johnson Jerald
Penny Johnson Jerald, ou simplesmente Penny Johnson (Baltimore, 14 de março de 1961) é uma atriz de cinema e televisão estadunidense. Estudou arte dramática na The Julliard School.
Penny Johnson personificou Condoleezza Rice em dois filmes para a televisão: DC 9/11: Time of Crisis, de 2003 e The Path to 9/11, de 2006.
Teve um papel muito relevante na tão aclamada série 24 horas onde interpretou Sherry Palmer, esposa de David Palmer. 

## Atuação
No cinema
- 1984 - Swing Shift
- 1985 - The Hills Have Eyes Part II
- 1991 - Goin' to Chicago
- 1993 - What's Love Got to Do with It
- 1994 - Automatic
- 1994 - Molly & Gina
- 1994 - Fear of a Black Hat
- 1997 - Absolute Power
- 2005 - Rent (não creditada)

Na televisão
- 1984 - T.J. Hooker (1 episódio)
- 1984 - Hill Street Blues (1 episódio)
- 1984 a 1986 - The Paper Chase (7 episódios)
- 1985 - Simon & Simon (1 episódio)
- 1985 - The Jeffersons (1 episódio)
- 1986 - General Hospital (nº desconhecido de episódios)
- 1988 - The Cosby Show (1 episódio)
- 1989 - Simon & Simon (1 episódio)
- 1989 - Tour of Duty (1 episódio)
- 1989 - Homeroom
- 1990 - Freddy's Nightmares (1 episódio)
- 1990 - Coach (1 episódio)
- 1990 - Parker Lewis Can't Lose (1 episódio)
- 1992 a 1998 - The Larry Sanders Show (70 episódios)
- 1994 - Star Trek: The Next Generation (1 episódio)
- 1996 - Grace Under Fire (2 episódios)
- 1997 - Cosby (1 episódio)
- 1997 - The Gregory Hines Show (1 episódio)
- 1998 a 1999 - ER (9 episódios)
- 2000 - Family Law (2 episódios)
- 2001 - Arquivo X (1 episódio)
- 2001 - The Practice (1 episódio)
- 2001 - Citizen Baines (1 episódio)
- 2001 a 2004 - 24 (45 episódios)
- 2002 - Touched by an Angel (1 episódio)
- 2003 - Hollywood Squares (1 episódio)
- 2003 - Pure 24 (2 episódios)
- 2003 - The View (1 episódio)
- 2003 - Frasier (1 episódio)
- 2003 - Pyramid (1 episódio)
- 2004 - 24Inside (1 episódio)
- 2005 a 2006 - Eve (4 episódios)
- 2007 - The 4400 (3 episódios)
- 2007 a 2008 - October Road (11 episódios)
- 2011 a presente - Castle (23 episódios)